# Simona Djankova
Simona Djanova Djankova (in bulgaro Симона Дянова Дянкова?; Varna, 7 dicembre 1994) è una ginnasta bulgara.

## Palmarès
- Campionati mondiali di ginnastica ritmica

Pesaro 2017: argento nell'all-around, bronzo nelle 3 palle / 2 funi.
Sofia 2018: oro nei 5 cerchi, bronzo nell'all-around.
Baku 2019: argento nelle 5 palle, bronzo nell'all-around.
- Campionati europei di ginnastica ritmica

Guadalajara 2018: oro nelle 3 palle / 2 funi, bronzo nel concorso a squadre e nell'all-around.
- Giochi europei

Minsk 2019: argento nell'all-around e nelle 5 palle, bronzo nei 3 cerchi / 4 clavette.